# Ron Anderson (musicien)
Pour les articles homonymes, voir Ron Anderson et Anderson.
Ron Anderson, né en 1959, est un musicien multi-instrumentiste américain originaire de New York. Il a participé à plusieurs dizaines de projets musicaux, notamment avec le groupe japonais Ruins et son leader Yoshida Tatsuya. C'est également le leader et guitariste de PAK et de The Molecules, groupes de rock expérimental aux accents de math rock.

## The Molecules
En 1990, Ron Anderson a formé The Molecules avec Chris Millner et Tom Scandura, un groupe qui combine improvisation libre et bruitisme. Le trio, mené par Anderson, combine rock progressif, no wave, noise rock et punk.
Le groupe a notamment joué en première partie de groupes bruitistes japonais comme Boredoms, Ruins, Zeni Geva, Omieda Hatoba, Melt-Banana, Space Streakings, C.C.C.C., et Merzbow. Ils ont publié 5 albums et ont effectué de nombreuses tournées aux États-Unis, en Europe et au Japon.
En 1996, John Shiurba est devenu le troisième bassiste du groupe après que le Japonais Ryo s'est vu refuser son visa de retour aux États-Unis par le United States Customs Service.

## Discographie (incomplète)
- Be the First on the Block to Eat the Snake [avec Jason Willett] (2007)

PAK
- Small R 1/2 Inch (1998, Rastascan)
- Motel (2005, Ra Sounds)

The Molecules
- Friends (2007, Ra Sounds)